# Ajania
Ajania Poljakov, 1955 è un genere di piante angiosperme dicotiledoni della famiglia delle Asteraceae, sottofamiglia Asteroideae, tribù Anthemideae (Asian-southern African grade) e sottotribù Artemisiinae.

## Etimologia
Il nome del genere deriva da "Ajan", un nome probabilmente derivato da una lingua asiatica indicante un "fiore giallo".
Il nome scientifico del genere è stato definito dal botanico Pëtr Petrovič Poljakov (1902-1974) nella pubblicazione "Botaničeskie materialy Gerbarija Botaničeskogo Instituta Imeni V. L. Komarova Akademii Nauk S S S R. Leningrad. Leningrad [St. Petersburg]" (Bot. Mater. Gerb. Bot. Inst. Komarova Akad. Nauk S.S.S.R. 17: 419) del 1955.

## Descrizione

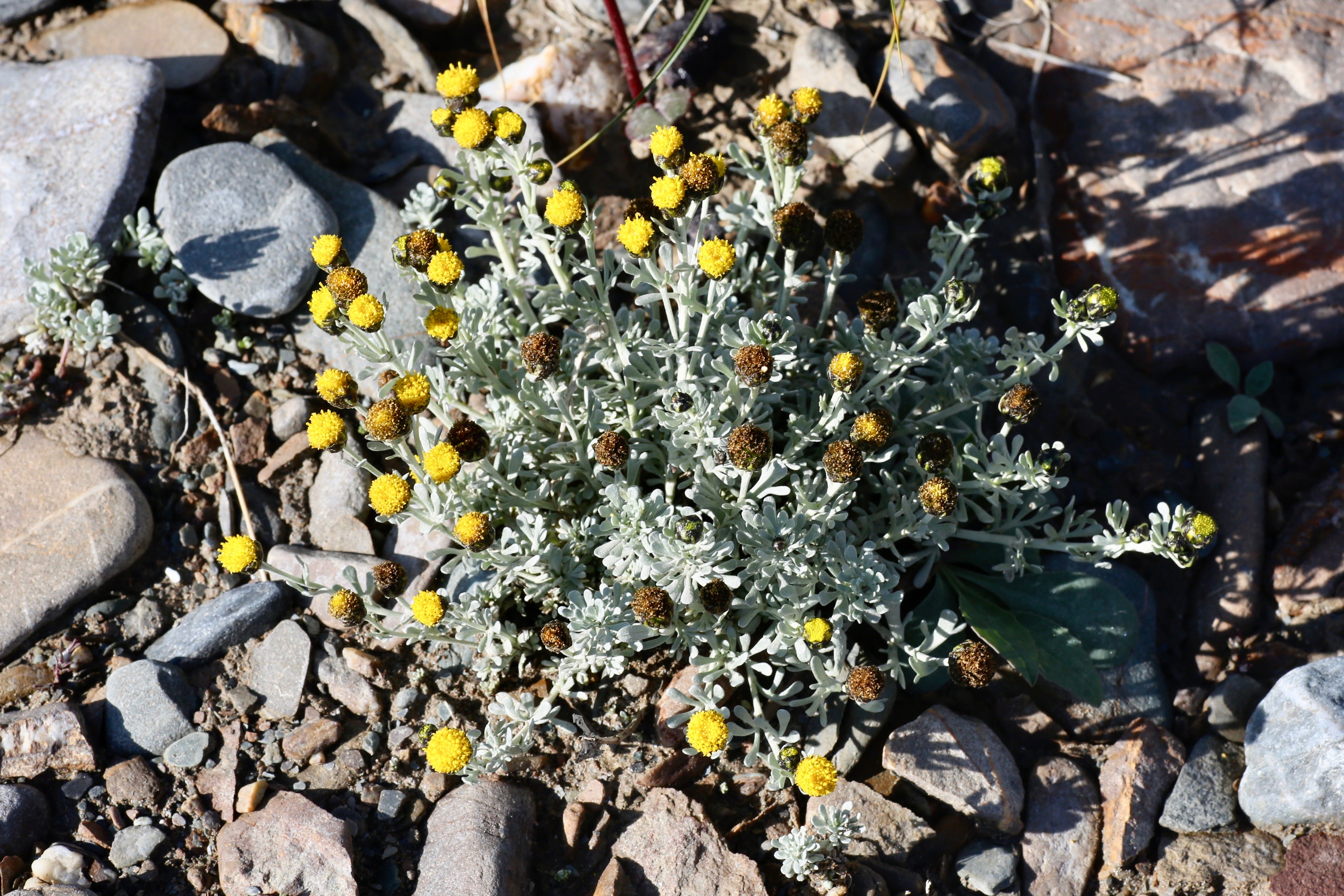
Il portamento
Ajania scharnhorstii

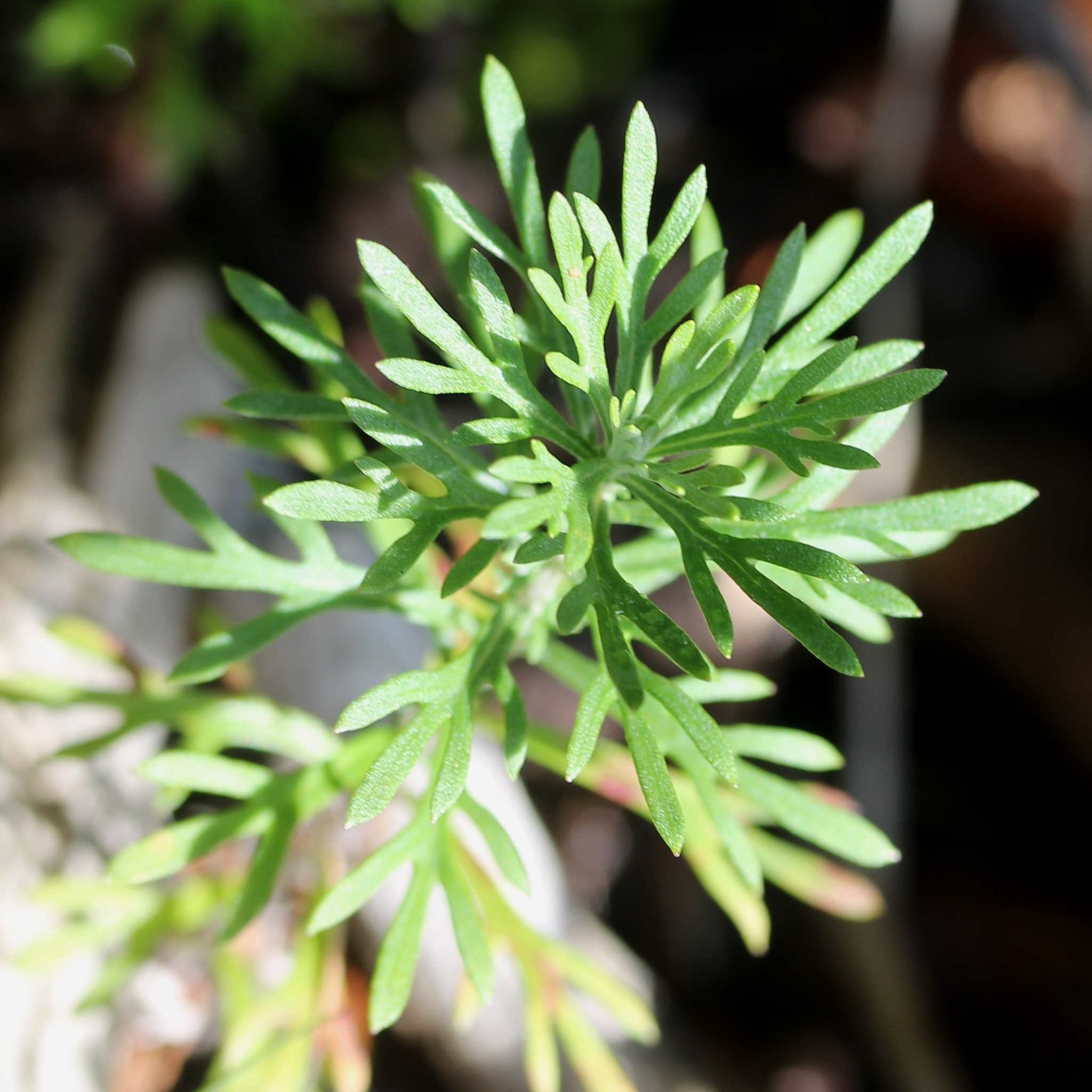
Le foglie
Ajania rupestris

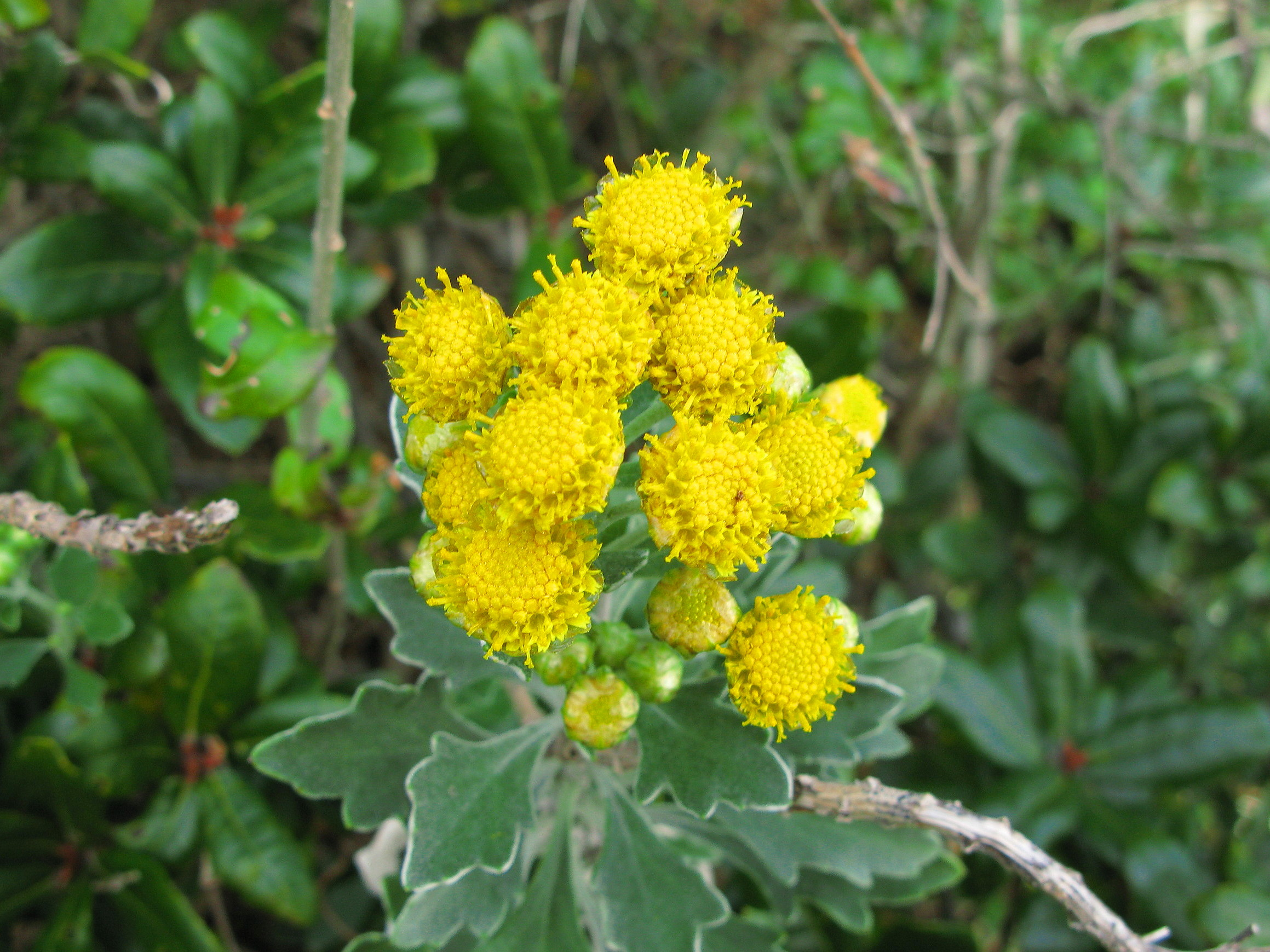
Infiorescenza
Ajania shiwogiku

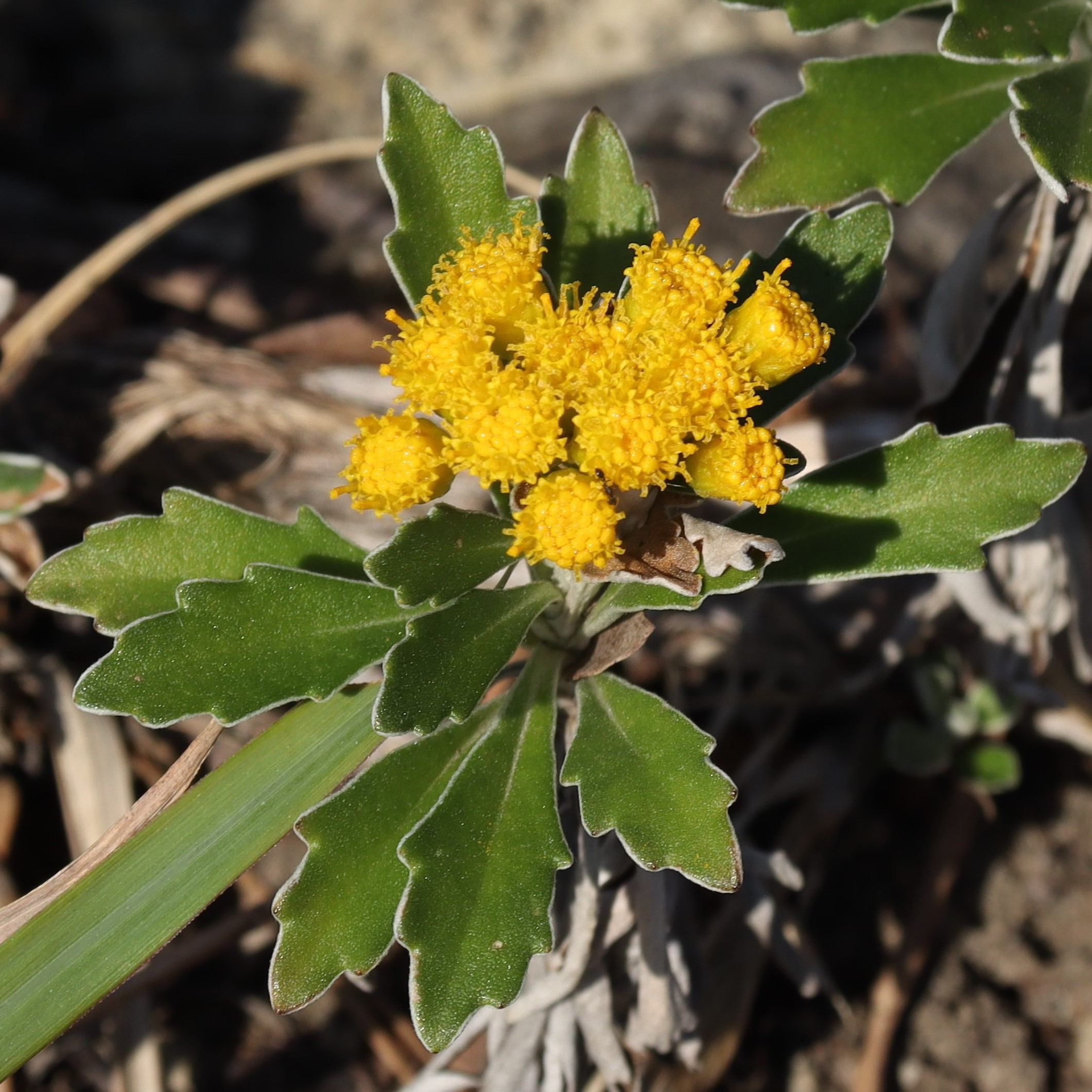
I fiori
Ajania pacifica

Portamento. Le specie di questa genere sono erbe perenni, oppure subarbusti. L'indumento consiste in peli mediofissi o basifissi (secondo il tipo di attaccatura).
Fusto. La parte aerea in genere è eretta, semplice o ramosa. 
Foglie. Le foglie lungo il caule sono disposte in modo alterno con lamina intera o lobata o 1-3-pennatosette e bordi dentati; la forma della lamina può essere anche spatolata e la consistenza succulenta. In alcune specie sono presenti delle rosette basali. 
Infiorescenza. Le sinflorescenze sono formate da piccoli capolini o solitari o raccolti in modo corimboso lasso. Le infiorescenze vere e proprie sono composte da un capolino terminale peduncolato di tipo disciforme. I capolini sono formati da un involucro, con forme emisferiche/cilindriche, composto da diverse brattee, al cui interno un ricettacolo fa da base ai fiori di due tipi: fiori del raggio (qui assenti) e fiori del disco. Le brattee, piatte, piuttosto grandi e a consistenza erbacea, sono disposte in modo più o meno embricato su più serie (da 3 a 4). Il ricettacolo, da convesso a conico, è sprovvisto di pagliette avvolgenti la base dei fiori. Le brattee al margine a volte sono scariose e colorate di bruno.
Fiori.  I fiori sono tetra-ciclici (formati cioè da 4 verticilli: calice – corolla – androceo – gineceo) e pentameri (calice e corolla formati da 5 elementi). Si distinguono in:
- fiori del raggio (esterni): sono assenti;
- fiori del disco (centrali): sono numerosi con forme brevemente tubulose (attinomorfe); quelli più interni sono ermafroditi e fertili; quelli più esterni sono femminili e fertili.

- Formula fiorale:

*/x K {\displaystyle \infty }, [C (5), A (5)], G 2 (infero), achenio
- Calice: i sepali del calice sono ridotti ad una coroncina di squame.

- Corolla: (solo fiori del disco) in quelli periferici il tubo è snello con 2 - 3 (raramente 4 - 5) lobi; in quelli centrali i lobi sono 5; il colore è giallo (raramente violaceo).

- Androceo: l'androceo è formato da 5 stami (alternati ai lobi della corolla) sorretti da filamenti generalmente liberi e sottili; gli stami sono connati e formano un manicotto circondante lo stilo. Le antere possono essere sia di tipo basifisse che mediofisse (ossia attaccate al filamento per la base – nel primo caso; oppure in un punto intermedio – nel secondo caso).[12] Questa caratteristica ha valore tassonomico in quanto distingue i generi gli uni dagli altri. Normalmente le antere variano da ottuse (arrotondate) a leggermente appuntite alla base (o anche caudate); in alcune specie le appendici sono triangolari, lineari o ellittiche. Il tessuto endoteciale (rivestimento interno dell'antera) non è polarizzato. Il polline è sferico con un diametro medio di circa 25 micron;  è tricolporato (con tre aperture sia di tipo a fessura che tipo isodiametrica o poro) ed è più o meno echinato (con punte sporgenti).

- Gineceo: l'ovario è infero uniloculare formato da 2 carpelli. Lo stilo (il recettore del polline) è profondamente bifido (con due stigmi divergenti) e con le linee stigmatiche marginali separate o contigue. I due bracci dello stilo hanno una forma troncata e possono essere papillosi o ricoperti da ciuffi di peli.

Frutti. I frutti sono degli acheni con pappo. Gli acheni hanno una forma obovoide con 4 - 6 coste; l'apice in genere è arrotondato. Il pericarpo può possedere delle cellule miogeniche, mentre le sacche di resina sono assenti.

## Biologia
Impollinazione: l'impollinazione avviene tramite insetti (impollinazione entomogama tramite farfalle diurne e notturne).

Riproduzione: la fecondazione avviene fondamentalmente tramite l'impollinazione dei fiori (vedi sopra).

Dispersione: i semi (gli acheni) cadendo a terra sono successivamente dispersi soprattutto da insetti tipo formiche (disseminazione mirmecoria). In questo tipo di piante avviene anche un altro tipo di dispersione: zoocoria. Infatti gli uncini delle brattee dell'involucro (se presenti) si agganciano ai peli degli animali di passaggio disperdendo così anche su lunghe distanze i semi della pianta. Inoltre per merito del pappo (se presente) il vento può trasportare i semi anche a distanza di alcuni chilometri (disseminazione anemocora).

## Distribuzione e habitat
Le specie di questo genere sono distribuite in Asia nella fascia centrale dall'Iran al Giappone.

## Sistematica
La famiglia di appartenenza di questa voce (Asteraceae o Compositae, nomen conservandum) probabilmente originaria del Sud America, è la più numerosa del mondo vegetale, comprende oltre 23.000 specie distribuite su 1.535 generi, oppure 22.750 specie e 1.530 generi secondo altre fonti (una delle checklist più aggiornata elenca fino a 1.679 generi). La famiglia attualmente (2021) è divisa in 16 sottofamiglie; la sottofamiglia Asteroideae è una di queste e rappresenta l'evoluzione più recente di tutta la famiglia.

### Filogenesi
Il gruppo di questa voce è descritto nella tribù Anthemideae, una delle 21 tribù della sottofamiglia Asteroideae). In base alle ultime ricerche nella tribù sono stati individuati (provvisoriamente) 4 principali lignaggi (o cladi): "Southern hemisphere grade", "Asian-southern African grade", "Eurasian grade" e "Mediterranean clade". Il genere  Ajania (insieme alla sottotribù Artemisiinae) è incluso nel clade Asian-southern African grade..
Da un punto di vista filogenetico il genere Ajania, nell'ambito della sottotribù, occupa una posizione centrale e fa parte del "Ajania Group" e insieme al genere Arctanthemum forma un "gruppo fratello".
I caratteri distintivi del genere sono:
- i lobi della corolla sono patenti;
- i rami dello stilo sono giallastri;
- l'apice degli acheni al margine è arrotondato;
- il pericarpo può avere o no delle cellule miogeniche.

Il numero cromosomico delle specie di questo genere è: 2n = 18 (specie poliploidi).
In base all'"orologio molecolare" questo genere ha iniziato a divergere circa 0,5 milioni di anni fa insieme ai generi  Arctanthemum e Chrysanthemum.

### Elenco delle specie
Questo genere ha 40 specie:
- Ajania abolinii Kovalevsk.
- Ajania achilleoides (Turcz.) Poljakov ex Grubov
- Ajania adenantha (Diels) Y.Ling & C.Shih
- Ajania alabasica H.C.Fu
- Ajania amphiseriacea (Hand.-Mazz.) C.Shih
- Ajania brachyantha C.Shih
- Ajania breviloba (Hand.-Mazz.) Y.Ling & C.Shih
- Ajania elegantula (W.W.Sm.) C.Shih
- Ajania fastigiata (C.Winkl.) Poljakov
- Ajania fruticulosa (Ledeb.) Poljakov
- Ajania gracilis (Hook.f. & Thomson) Poljakov ex Tzvelev
- Ajania grubovii Muldashev
- Ajania hypoleuca Y.Ling ex C.Shih
- Ajania junnanica Poljakov
- Ajania khartensis (Dunn) C.Shih
- Ajania korovinii Kovalevsk.
- Ajania latifolia C.Shih
- Ajania myriantha (Franch.) Y.Ling ex C.Shih
- Ajania nematoloba (Hand.-Mazz.) Y.Ling & C.Shih
- Ajania nitida C.Shih
- Ajania nubigena (Wall. ex DC.) Muldashev
- Ajania pacifica (Nakai) K.Bremer & Humphries
- Ajania pallasiana (Fisch. ex Besser) Poljakov
- Ajania parviflora (Grüning) Y.Ling
- Ajania potaninii (Krasch.) Poljakov
- Ajania przewalskii Poljakov
- Ajania purpurea C.Shih
- Ajania ramosa (C.C.Chang) C.Shih
- Ajania remotipinna (Hand.-Mazz.) Y.Ling & C.Shih
- Ajania rupestris (Matsum. & Koidz.) Muldashev
- Ajania scharnhorstii (Regel & Schmalh.) Tzvelev
- Ajania semnanensis Sonboli
- Ajania sericea C.Shih
- Ajania shiwogiku (Kitam.) K.Bremer & Humphries
- Ajania tenuifolia (Jacquem. ex Besser) Tzvelev
- Ajania tibetica  (Hook.f. & Thomson ex C.B.Clarke) Tzvelev
- Ajania trifida  (Turcz.) Muldashev
- Ajania trilobata  Poljakov
- Ajania tripinnatisecta  Y.Ling & C.Shih
- Ajania truncata  (Hand.-Mazz.) Y.Ling ex C.Shih

Nota: dall'elenco sono state tolte le seguenti tre specie in quanto, in base ad un recente sudio, sono state assegnate al genere Phaeostigma:
- Ajania quercifolia (W.W.Sm.) Y.Ling & C.Shih, nuovo nome Phaeostigma quercifolia (W.W. Sm.) Muldashev
- Ajania salicifolia (Mattf.) Poljakov, nuovo nome Phaeostigma salicifolium (Mattf. ex Rehder & Kobuski) Muldashev
- Ajania variifolia (C.C.Chang) Tzvelev, nuovo nome Phaeostigma variifolium (C.C. Chang) Muldashev

### Sinonimi
Sono elencati alcuni sinonimi per questa entità:
- Cryanthemum Kamelin